# 徐湛恩
徐湛恩（康熙十一年－乾隆二十年，即1672年—1755年），字沛潢，一字沛皇，清朝政治人物，漢軍正藍旗人。以武進士充侍衛，因詩才受到康熙帝賞識，改文職，官至內閣學士，出治兩河。

## 生平
徐湛恩為明初名將、中山王徐達之後。其先於明末充任都指揮使，定居於遼陽。清朝興起，入籍正藍旗漢軍。徐湛恩早年為貢生，康熙五十年（1711年）改應武舉中式，康熙五十四年（1715年）登武進士（时隶正蓝旗汉军佛保佐领下，载《钦定八旗通志：武进士》卷108），授侍衛，执戟於殿下。偶然奉康熙帝之命賦詩，深得賞識，特改兵部郎中。
雍正元年（1723年），徐湛恩出官山東兗寧道。雍正三年（1725年）升山東按察使，次年調廣西按察使。雍正六年（1728年）加都察院左僉都御史，協辦河東河道事務，並協理河南、山東河工事務。雍正七年（1729年）以內閣額外學士兼禮部侍郎，歷東河副總河、北河副總河。雍正十一年（1733年）革去副總河，交與顧琮差遣委用。乾隆二十年（1755年）卒。
工詩，有《通介堂詩稿》。

## 家庭
- 孙儿徐绩，工部左侍郎。
- 曾孙徐锟（字秋潭），西安将军。

## 外部連結
- 徐湛恩 （页面存档备份，存于） 中研院史語所